# Francis Litsingi
Francis Litsingi (10 de setembro de 1986) é um futebolista profissional congolês que atua como meia-atacante.

## Carreira
Francis Litsingi representou o elenco da Seleção Congolesa de Futebol no Campeonato Africano das Nações de 2015.